# CW-IV
CW-IV – polski dwumiejscowy szybowiec wyczynowy z okresu międzywojennego, pierwszy tego typu w Polsce.

## Historia

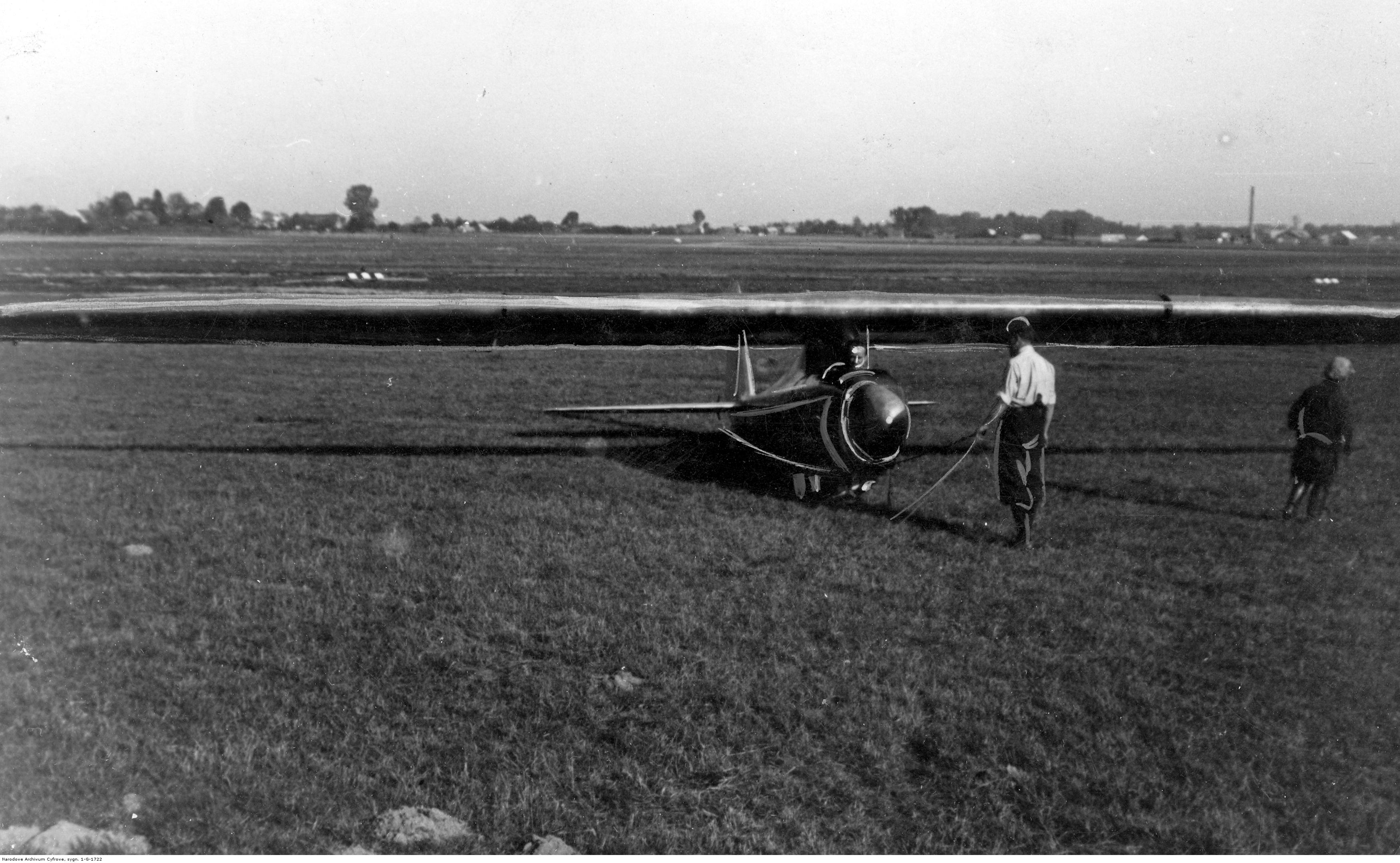
CW-IV na lotnisku

W 1930 roku Wacław Czerwiński opracował konstrukcję pierwszego szybowca wyczynowego. Szybowiec otrzymał oznaczenie CW-IV. Jego prototyp został zbudowany w Warsztatach Szybowcowych Związku Awiatycznego Studentów Politechniki Lwowskiej. Całkowity koszt zbudowania prototypu wynosił 11 tys. zł. Prototyp został następnie przewieziony do Poznania, gdzie został oblatany przez Szczepana Grzeszczyka, będąc holowany przez samochód. W lipcu 1930 roku szybowiec został zaprezentowany podczas Międzynarodowej Wystawy Komunikacji i Turystyki w Poznaniu.
Pod koniec października 1930 roku w ramach IV Wyprawy Szybowcowej ZASPL do Bezmiechowej przewieziono go na lądowisko w Bezmiechowie, gdzie zaczęto na nim wykonywać loty szybowe. W czasie tej wyprawy S. Grzeszczyk ustanowił na nim dwa rekordy Polski – w długotrwałości lotu szybowca jednoosobowego (2 godz. 30 min.) i szybowca dwuosobowego (1 godz. 2 min.). Na tym szybowcu uzyskano pierwsze w Polsce kategorie A pilotów szybowcowych, byli to: Bolesław Łopatniuk, Piotr Mynarski, Niedźwierski, Jerzy Dąbrowski. W czasie tej wyprawy kategorię B uzyskali również Wanda Olszewska i Kazimierz Chorzeniewski.
Po zakończeniu sezonu szybowcowego w 1930 roku został przewieziony do warsztatów we Lwowie, gdzie przeszedł w 1931 roku remont oraz był pokazywany na wystawie Targi Wschodnie we Lwowie. Po czym został przewieziony na lądowisko w Bezmiechowej, gdzie wykonywano na nim loty. W 1934 roku ustanowiono na nim dwa kolejne rekordy długotrwałości lotu dla szybowca dwumiejscowego: 19 czerwca – 4 godz. 33 min., 5 października – 9 godz. 7 min. W tym też roku – 17 października – został rozbity w czasie lotu T. Mikulskiego i Marii Younga. Uszkodzenie były na tyle duże, że został on skasowany.

## Użycie w lotnictwie
Szybowiec CW-IV był użytkowany w latach 1930–1934 w szkole szybowcowej w Bezmiechowej, do lotów szkoleniowych i wyczynowych, w czasie których ustanowiono rekordy Polski. Został skasowany w 1934 roku.

## Konstrukcja
Dwuosobowy szybowiec wyczynowy w układzie wolnonośnego górnopłata o konstrukcji drewnianej.
Kadłub konstrukcji półskorupowej o przekroju owalnym kryty sklejką. Nos kadłuba kryty blachą aluminiową. Kabina dwumiejscowa z miejscami w układzie tandem. Pierwsze miejsce było wyposażone w przyrządy sterownicze i było przewidziane dla pilota. Bezpośrednio pod skrzydłem, w zakrytej kabinie znajdował się fotel pasażera, wejście do niego znajdowało się z lewej strony kadłuba. Miało ono także okna z boku kadłuba.
Płat o obrysie prostokątno-trapezowym, trójdzielny, dwudźwigarowy, nosek i końcówki płata kryte sklejką, w pozostałej części płótnem. Wyposażone w lotki sterowane linkowo.
Stateczniki kryte sklejką a stery płótnem. Napęd sterów linkowy.
Podwozie w postaci płozy amortyzowanej trzema gumowymi wałkami i metalowej płozy ogonowej. Płoza ogonowa amortyzowana piłką tenisową. Do startu używano specjalnego wózka, który po starcie pozostawał na polu startowym.